# Shawn Mendes
Pour les articles homonymes, voir Mendes.
Shawn Mendes, né le 8 août 1998 à Pickering (Canada), est un auteur-compositeur-interprète, musicien, acteur et producteur canadien.
Il se fait connaître en 2013 sur l'application Vine, où il publie de courtes vidéos musicales. Il est rapidement repéré par le label de musique Island Records, avec qui il signe un contrat en 2014. En juin de la même année, il sort son premier single, Life of the Party, qui le fait davantage connaître auprès du grand public. 
Son premier album studio sort en 2015 et est intitulé : Handwritten. En 2017, il obtient un American Music Awards.

## Biographie

### Jeunesse
Shawn Peter Raul Mendes est né à Pickering, au Canada, où il passe son enfance. Son père Manuel Mendes est un homme d'affaires portugais (originaire de l'Algarve) et sa mère Karen Rayment une agent  immobilière britannique. Il a une petite sœur, prénommée Aaliyah Mendes née en septembre 2003, qui a eu comme son frère un compte Vine.
Shawn est autodidacte, il a appris à jouer de la guitare à 13 ans en regardant des tutoriels sur YouTube.

### Carrière

#### Ses débuts
En 2013, Shawn publie sur l'application Vine des vidéos de six secondes où il chante. Il y devient très vite populaire.
En janvier 2014, le manager Andrew Gertler le découvre en ligne, notamment grâce à sa reprise de "Say Something" du groupe A Great Big World. Quelques mois plus tard, Shawn signe avec le label Island Records et sort son premier succès : Life of the Party en juin 2014. Il est le plus jeune artiste à se positionner dans le top 25 avec un morceau dans le Billboard Hot 100.
Avant sa signature, Shawn a fait la tournée Magcon Tour aux côtés de jeunes artistes populaires sur les médias sociaux tels que Nash Grier, Cameron Dallas, Jack & Jack, Matthew Espinosa, Carter Reynolds, Taylor Caniff, Aaron Carpenter et d'autres. Shawn est également présent lors du Live on Tour avec Austin Mahone, le préparant ainsi à sa propre tournée. Son premier album (EP) sort un peu plus tard en juillet 2014.
Il a remporté le Teen Choice Award en 2014, pour la meilleure vedette web en musique. Le 3 novembre 2014, le jeune chanteur annonce sur son compte Twitter qu'il fera partie de la tournée The 1989 World Tour avec Taylor Swift en 2015.

#### La consécration

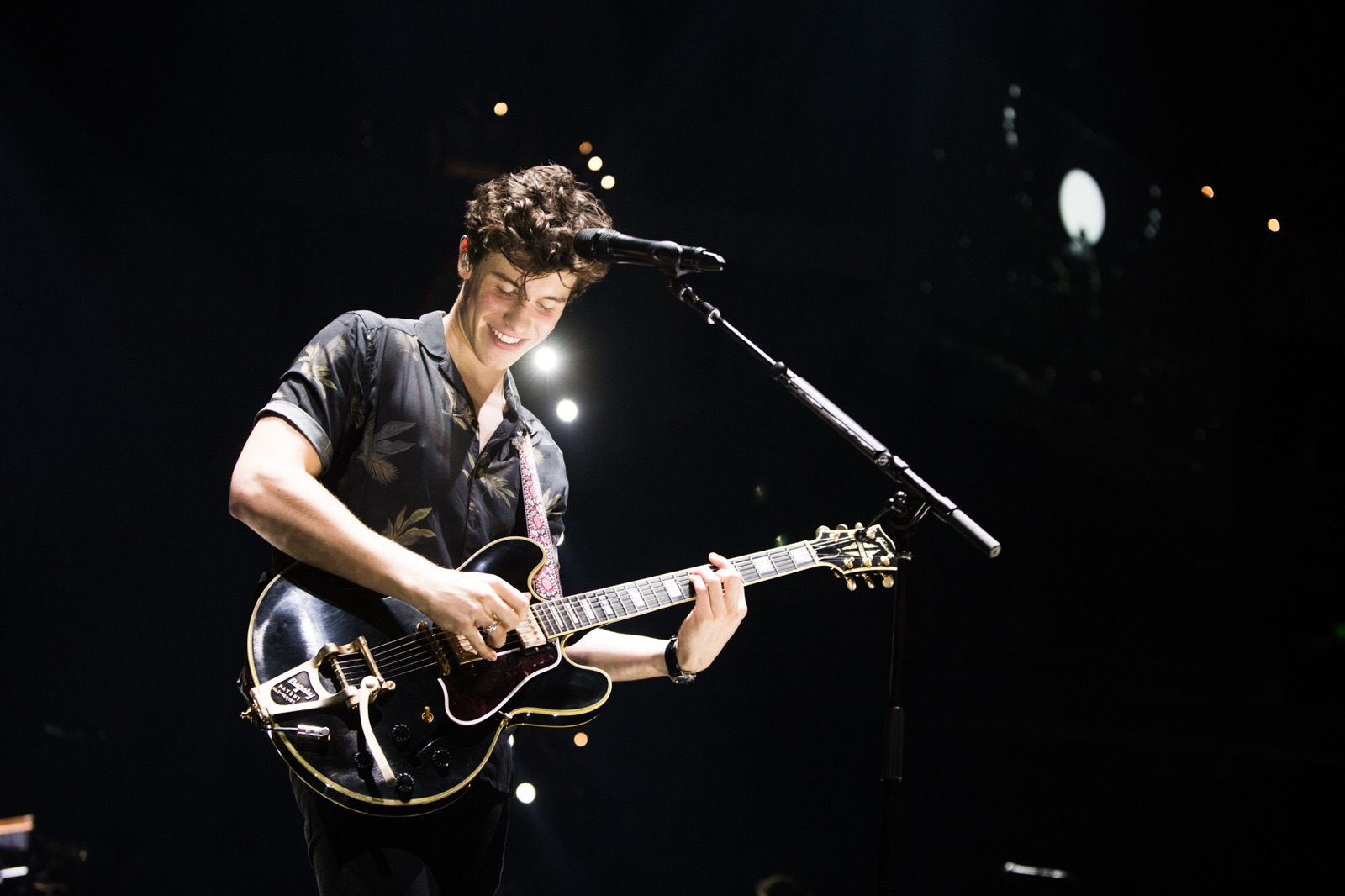
Shawn Mendes en 2017

Le 19 janvier 2015, Shawn Mendes annonce avec la collaboration de MTV News, sa première tournée solo à l'international. Il sera de passage dans de grandes villes d'Europe tels que Stockholm, Berlin, Londres et Paris, et va compléter sa tournée aux États-Unis. Une semaine plus tard, MTV News annonce son nouvel album Handwritten, qui sort le 14 avril 2015.
Le 18 novembre, Shawn Mendes et Camila Cabello du groupe Fifth Harmony sortent le single I Know What You Did Last Summer. La chanson est aussi présente dans la réédition de l'album de Shawn Mendes, Handwritten Revisited, une version améliorée de son précédent album Handwritten.
Shawn Mendes fait une apparition le 21 janvier 2016 dans le premier épisode de la saison 3 de la série The 100 en interprétant le titre Add It Up au piano.
En janvier 2016, le single Stitches va atteindre la première place durant 17 semaines au palmarès du Royaume-Uni.
Fin janvier 2016, Shawn annonce sa seconde tournée internationale, le Illuminate World Tour, majoritairement en Europe et en Amérique et qui débute en mars 2017. Le 10 septembre 2016, Shawn Mendes se produit au Madison Square Garden, où il affiche complet, pour faire la promotion de son nouvel album. Lors de sa tournée, il se produit à Paris, à l'AccorHotels Arena le 24 mai 2017. Le 23 septembre 2016, Shawn Mendes sort l'album Illuminate sous toutes les plateformes (CD, téléchargement, vinyle).
À la suite de son concert au Madison Square Garden, Shawn sort un album live de ce concert le 23 décembre 2016 disponible uniquement en téléchargement. Le 3 novembre 2017, Mendes sort un album live intitulé MTV Unplugged enregistré à « The Theatre at Ace Hotel » à Los Angeles.
Le 5 novembre 2018, Shawn Mendes et Khalid sortent le clip de leur duo Youth, qui sera présent sur l'album Shawn Mendes. Shawn la considère « comme la chanson la plus importante de l'album ». Au début du clip, on peut voir des images de l'événement « March For Our Lives », qui a eu lieu après la fusillade de Parkland, contre le port d'armes à feu aux États-Unis. Lors du Billboard Music Awards 2018, pour sa seconde prestation de la soirée, après avoir interprété In My Blood, Shawn revient accompagné de Khalid pour interpréter leur titre. Ils sont rejoints par la chorale du lycée Marjory Stoneman Douglas de Parkland, qui avait été victime d'une fusillade en février 2018.
Le 25 mai 2018, il sort l'album nommé Shawn Mendes. Il annonce peu de temps plus tard une tournée mondiale passant par tous les continents. Le 13 juin 2018, Shawn Mendes sort un single spécial pour la Coupe du monde de football de 2018, dans lequel il soutient la Seleção portugaise. C’est la première fois qu’il chante en portugais.
Le 26 juillet 2018, Rolling Stone s'associe à YouTube Music pour The Rolling Stone Relaunch afin de célébrer la refonte du célèbre magazine et de son site web, en plus du récent lancement de YouTube Music. L'événement, qui se tient à Brooklyn, accueille 500 initiés de l'industrie de la musique et présente une performance musicale de Shawn Mendes. La soirée se termine par une performance par le groupe musical historique Toots and the Maytals. Le concert a été filmé pour la série nommée aux Emmy Awards « Live from the Artists Den »,.
En août 2019, Tim Hortons annonce son partenariat avec Shawn Mendes sous le thème de « On n'est jamais aussi bien que chez soi » (Home Is Where The Heart Is).
En 2020, Shawn Mendes devient le premier auteur-compositeur à recevoir 5 prix SOCAN dans la même année.
Le 4 décembre 2020, son nouvel album intitulé Wonder est dévoilé, peu après la sortie de son documentaire, en partenariat avec la plateforme de streaming Netflix, sorti le 23 novembre 2020 et intitulé In Wonder en référence au titre de son nouvel opus. Dans la bande-annonce de ce dernier, Shawn dévoile que toutes les chansons qu'il a pu écrire dans sa carrière étaient pour Camila Cabello, sa partenaire[réf. souhaitée].

### Vie privée

#### Vie sentimentale
Shawn Mendes était en couple avec Hailey Baldwin en 2018, les deux faisant leur première apparition publique ensemble en mai au Met Gala.
Shawn Mendes et Camila Cabello officialisent leur relation en juin 2019, après la sortie de leur chanson Señorita,. Cette relation étant très médiatisée, ils sont alors accusés d'être un « faux couple », constitué uniquement pour faire la promotion de leurs titres,, chose qu'ils démentent tous les deux,. Le 17 novembre 2021, ils annoncent leur rupture après deux ans de relation.

#### Santé
Shawn Mendes souffre de crises d'angoisse, comme il a pu l'évoquer dans sa chanson In My Blood. Depuis qu'il a appris diverses techniques de relaxation, il dit « se sentir mieux ».
En 2022, il annule le restant de sa tournée nord-américaine puis celle européenne de 2024, pour des raisons de santé mentale. Il explique avoir de la difficulté à vivre le rythme de tournée après la Covid-19. À la suite de l'annulation de sa tournée, le chanteur s'absente des réseaux sociaux afin de s'ancrer et de prendre du temps pour lui.

#### Engagement
En mai 2022, il signe avec plusieurs autres célébrités, dont les actrices Ariana DeBose, Camila Mendes, Lucy Boynton ou encore les chanteuses Billie Eilish, et Ariana Grande, une tribune dans le New York Times en faveur du droit à l'avortement et qui a également vocation à s'opposer à la remise en question de l'arrêt Roe v. Wade dans l'État du Texas.

## Discographie

### Albums
| Titre        | Détails                                                                                        | Positions | Positions | Positions | Positions | Positions | Positions | Positions | Positions | Positions | Positions |     | Ventes                      |
| Titre        | Détails                                                                                        | CAN       | AUS       | IRE       | NLD       | NOR       | NZ        | SPA       | SWE       | UK        | US        | Fra | Ventes                      |
| ------------ | ---------------------------------------------------------------------------------------------- | --------- | --------- | --------- | --------- | --------- | --------- | --------- | --------- | --------- | --------- | --- | --------------------------- |
| Handwritten  | - Date de sortie: 14 avril 2015 - Label: Island - Formats: CD, Digital Download, Vinyle        | 1         | 18        | 11        | 19        | 1         | 18        | 2         | 4         | 12        | 1         | 74  | - CAN: 14,000 - US: 119,000 |
| Illuminate   | - Date de sortie : 23 septembre 2016 - Label : Island - Formats : CD, Digital Download, Vinyle | 1         | 3         | 1         | 1         | 1         | 2         | 5         | 1         | 3         | 1         | 16  |                             |
| Shawn Mendes | - Date de sortie : 25 mai 2018 - Label : Island - Formats : CD, Digital Download, Vinyle       | 1         | 1         | 2         | 1         | 2         | 2         | 1         | 5         | 3         | 1         | 9   |                             |
| Wonder (en)  | - Date de sortie : 4 décembre 2020                                                             | 1         | 2         | 11        | 3         | 6         | 4         | 5         | 23        | 12        | 1         | 44  |                             |
| Shawn (en)   | - Date de sortie : 15 novembre 2024                                                            |           |           |           |           |           |           |           |           |           |           |     |                             |

### Album Live
| Titre                         | Détails                                                                       | Positions |
| Titre                         | Détails                                                                       | US        |
| ----------------------------- | ----------------------------------------------------------------------------- | --------- |
| Live at Madison Square Garden | - Date de sortie: 23 décembre 2016 - Label: Island - Format: Digital Download | 200       |

### Rééditions
| Titre                 | Détails                                                                                      | Certifications    |
| --------------------- | -------------------------------------------------------------------------------------------- | ----------------- |
| Handwritten Revisited | - Date de sortie: 20 novembre 2015 - Label: Island - Formats: CD, CD + DVD, Digital download | - IFPI DEN : Gold |

### EPs
| Titre               | Détails                                                                             | Positions | Positions | Positions | Ventes        |
| Titre               | Détails                                                                             | CAN       | NZ        | US        | Ventes        |
| ------------------- | ----------------------------------------------------------------------------------- | --------- | --------- | --------- | ------------- |
| The Shawn Mendes EP | - Date de sortie : 28 juillet 2014 - Label : Island - Format : CD, Digital Download | 5         | 36        | 5         | - US: 103,000 |
| The Album (Remixes) | - Date de sortie : 21 Décembre 2018                                                 |           |           |           |               |

### Chansons
- 2014 : Life of the Party
- 2014 : Show You
- 2014 : The Weight
- 2014 : One Of Those Nights
- 2014 : Something Big
- 2015 : A Little Too Much
- 2015 : Never Be Alone
- 2015 : I Don't Even Know Your Name
- 2015 : Air (participation Astrid)
- 2015 : Stitches
- 2015 : Kid In Love
- 2015 : Aftertaste
- 2015 : Imagination
- 2015 : Bring it Back
- 2015 : Strings
- 2015 : Believe (Descendants)
- 2015 : I Know What You Did Last Summer (participation Camila Cabello)
- 2015 : Act Like You love Me
- 2015 : Running Low
- 2015 : Memories
- 2015 : Lost
- 2015 : Don't Want Your Love
- 2016 : Treat You Better

- 2016 : Ruin
- 2016 : Three Empty Words
- 2016 : Mercy
- 2016 : Don't Be A Fool
- 2016 : Like This
- 2016 : No Promises
- 2016 : Lights On
- 2016 : Honest
- 2016 : Patience
- 2016 : Bad Reputation
- 2016 : Understand
- 2016 : Hold On
- 2016 : Roses
- 2017 : There's Nothing Holdin' Me Back
- 2018 : In My Blood
- 2018 : Lost In Japan
- 2018 : Youth (participation Khalid)
- 2018 : Where Were You In The Morning ?
- 2018 : Like To Be You(participation Julia Michaels)
- 2018 : Fallin' All In You
- 2018 : Particular Taste
- 2018 : Why
- 2018 : Because I Had You
- 2018 : Queen
- 2018 : Mutual
- 2018 : Perfectly Wrong
- 2018 : When You're Ready
- 2018 : Nervous
- 2019 : If I Can't Have You
- 2019 : Señorita participation Camila Cabello
- 2020 : Intro
- 2020 : Wonder
- 2020 : Higher
- 2020 : 24 Hours
- 2020 : Teach Me How To Love
- 2020 : Call My Friends
- 2020 : Dream
- 2020 : Song For No One
- 2020 : Monster participation Justin Bieber
- 2020 : 305
- 2020 : Always Been You
- 2020 : Look Up At The Stars
- 2020 : Can't Imagine
- 2020 : The Christmas Song participation Camila Cabello
- 2021 : Summer of Love participation Tainy
- 2021 : It'll be Okay
- 2022 : When You're Gone
- 2023 :  "WHAT THE HELL ARE WE DYING FOR?"
- 2023: "Witness Me" participation Stormzy, Jacob Collier

### Collaborations, featuring Shawn Mendes
Lover, Taylor Swift, REMIX feat. Shawn Mendes (2019)
Oh Cecilia (Breaking my Heart), The Vamps, feat. Shawn Mendes (2014) 
Witness me, Jacob Collier, feat. Shawn Mendes, Stormzy et Kirk Franklin 

## Tournées
| Type            | Année   | Artiste            | Tour                    | Pays                                                         |
| --------------- | ------- | ------------------ | ----------------------- | ------------------------------------------------------------ |
| Première partie | 2014    | Austin Mahone      | Live on Tour            | US                                                           |
| Tournée         | 2014    | Plusieurs artistes | Jingle Ball Tour        | US                                                           |
| Première partie | 2015    | Taylor Swift       | The 1989 World Tour     | US                                                           |
| Tournée         | 2014-15 | Shawn Mendes       | ShawnFirstHeadlines     | Amérique du Nord - Europe                                    |
| Tournée         | 2016    | Shawn Mendes       | Shawn Mendes World Tour | Amérique du Nord - Europe - Asie - Océanie                   |
| Tournée         | 2017    | Shawn Mendes       | Illuminate World Tour   | Amérique du Nord - Europe                                    |
| Tournée         | 2019    | Shawn Mendes       | Shawn Mendes The Tour   | Amérique du Nord - Europe - Asie - Amérique du Sud - Océanie |
| Tournée         | 2022    | Shawn Mendes       | Wonder: The World Tour  | Amérique de Nord, tournée annulée.                           |

## Filmographie
- 2016 : Les 100 : Saison 3, Épisode 1 : Macallan
- 2022 : Enzo le Croco (Lyle, Lyle, Crocodile) de Josh Gordon et Will Speck : Enzo (Lyle en VO - voix)

## Distinctions
| Année | Prix                    | Catégorie                                    | Résultat   |
| ----- | ----------------------- | -------------------------------------------- | ---------- |
| 2014  | Teen Choice Awards      | Star du Web: Musique                         | Lauréat    |
| 2015  | MTV Europe Music Awards | Meilleur nouvel artiste                      | Lauréat    |
| 2015  | MTV Europe Music Awards | Meilleur artiste MTV Push                    | Lauréat    |
| 2015  | Shorty Awards           | Meilleur artiste sur Vine                    | Lauréat    |
| 2015  | MuchMusic Video Awards  | Vidéo préférée des fans (Something Big)      | Lauréat    |
| 2015  | Teen Choice Awards      | Star du Web: Musique                         | Lauréat    |
| 2016  | People's Choice Awards  | Nouvel artiste favori du public              | Lauréat    |
| 2016  | MTV Europe Music Awards | Meilleur artiste masculin                    | Lauréat    |
| 2017  | Teen Choice Awards      | Artiste masculin de l'été                    | Lauréat    |
| 2017  | Teen Choice Awards      | Artiste le Plus Sexy                         | Lauréat    |
| 2017  | MTV Europe Music Awards | Meilleur artiste                             | Lauréat    |
| 2017  | MTV Europe Music Awards | Meilleure chanson                            | Lauréat    |
| 2017  | MTV Europe Music Awards | Meilleur artiste canadien                    | Lauréat    |
| 2017  | MTV Europe Music Awards | Meilleur Fanbase                             | Lauréat    |
| 2017  | BreakTudo Awards 2017   | Male Artist International                    | Lauréat    |
| 2018  | MTV Europe Music Awards | Meilleur concert                             | Lauréat    |
| 2018  | MTV Europe Music Awards | Meilleur artiste Canadien                    | Lauréat    |
| 2018  | People's Choice Awards  | Artiste masculin de l'année                  | Lauréat    |
| 2018  | Teen Choice Awards      | Artiste masculin de l'été                    | Lauréat    |
| 2018  | Teen Choice Awards      | Chanson Pop (In My Blood)                    | Lauréat    |
| 2018  | iHeartRadio MMVAs       | Artist of the year                           | Lauréat    |
| 2018  | NRJ Music Awards        | Prix d'honneur                               | Lauréat    |
| 2019  | MTV Europe Music Awards | Meilleur artiste masculin                    | Lauréat    |
| 2019  | People's Choice Awards  | Artiste masculin de l'année                  | Lauréat    |
| 2019  | People's Choice Awards  | Chanson de l'année                           | Lauréat    |
| 2019  | Teen Choice Awards      | Artiste masculin                             | Lauréat    |
| 2019  | Teen Choice Awards      | Artiste masculin de l'été                    | Lauréat    |
| 2019  | Teen Choice Awards      | Chanson de l'été (Señorita)                  | Lauréat    |
| 2019  | MTV Video Music Awards  | Meilleure collaboration (Señorita)           | Lauréat    |
| 2019  | NRJ Music Awards        | Chanson internationale de l'année (Señorita) | Lauréat    |
| 2020  | Billboard Music Awards  | Meilleure collaboration (Señorita)           | Lauréat    |
| 2024  | NRJ Music Awards        | Artiste masculin international de l'année    | Nomination |